# Postal III
Postal III ist ein Third-Person-Shooter-Computerspiel, das von dem russischen Studio Trashmasters im Auftrag von Markeninhaber Running with Scissors entwickelt und von dem russischen Publisher Akella veröffentlicht wurde. Postal III ist das dritte Spiel in der Postal-Reihe und die Fortsetzung von Postal 2. Es wurde im Dezember 2011 für Microsoft Windows bei Steam veröffentlicht. Portierungen für Mac OS X, Linux, PlayStation 3 und Xbox 360 wurden angekündigt, aber nie veröffentlicht.

## Entwicklung
Postal III wurde 2007 für die Plattformen Xbox 360, Mac und PC angekündigt.
Das Spiel verwendet die Source-Engine. Als Erscheinungstermin wurde 2008 angegeben. Daraufhin wurde die Veröffentlichung für Winter 2009 angekündigt. Später deutete man an, dass das Spiel im Mai 2011 auf den Markt komme. In Russland erschien es schließlich im November 2011 und später im Dezember 2011 weltweit.
Das Spiel wurde 2022 aus dem Verkauf genommen, nachdem technische Probleme mit dem verwendeten Kopierschutz aufgetreten waren. Running with Scissors, die keine Kontrolle über den Vertrieb des dritten Teils hatten, gaben sich erleichtert und äußerten negativ über die Zusammenarbeit mit den russischen Entwicklern.
Am 23. Oktober 2023 wurde Postal III zusammen mit dem Fart Gun DLC auf Steam neu veröffentlicht. Die DRM-Routinen wurden entfernt und die Performance verbessert.

## Jugendschutz
In Deutschland wurde das Spiel wenige Wochen nach Veröffentlichung durch die Bundesprüfstelle für jugendgefährdende Medien auf Liste A indiziert.

## Rezeption
IGN kritisierte die veraltete Grafik bei gleichzeitiger schlechter Performance. Die Synchronsprecher würden zwar gute Arbeit abliefern, aber die ständige Wiederholung der One-Liner und die permanenten Soundfehler seien nervend. Die Steuerung sei schwammig, das Deckungssystem unbrauchbar und nutzlos. Zu dem anarchischen Grundthema passe die fehlende spielerische Freiheit nicht. Auch GameStar resümierte, Postal 3 sei technisch und spielerisch schwach. Selbst Elemente, die die trashige kontroverse Reihe ausmachen, würden fehlen. Es gäbe Fehler bei der Kollisionsabfrage, Abstürze und das Zielen sei unpräzise. Eurogamer gab an, dass das Spiel selbst für Fans der Reihe nicht empfehlenswert sei. Laut Gameswelt sei die Spielmechanik unheimlich schlecht. Der Humor sei Geschmackssache. Technisch sei es katastrophal umgesetzt.